# Ardisia staminosa
Ardisia staminosa Lundell – gatunek roślin z rodziny pierwiosnkowatych (Primulaceae). Występuje naturalnie w Meksyku, Gwatemali, Hondurasie, Salwadorze, Nikaragui, Kostaryce oraz Panamie. 

## Morfologia
PokrójZimozielone drzewo lub krzew. Dorastające do 1–22 m wysokości.
LiścieBlaszka liściowa ma eliptycznie podługowaty, eliptycznie lancetowaty lub lancetowaty kształt. Mierzy 5–23 cm długości oraz 1,5–8 cm szerokości, jest całobrzega, ma ostrokątną lub zbiegającą po ogonku nasadę i spiczasty wierzchołek. Ogonek liściowy jest nagi i ma 5–10 mm długości.
KwiatyZebrane w wiechach o długości 3–8 cm, wyrastających na szczytach pędów. Mają działki kielicha o owalnym kształcie i dorastające do 2–3 mm długości. Płatki są owalnie trójkątne i mają 4–6 mm długości.
OwocPestkowce mierzące 6-8 mm średnicy, o niemal kulistym kształcie.

## Biologia i ekologia
Rośnie w lasach, na wysokości od 900 do 2000 m n.p.m.